# 凉宮すず
凉宮 すず（すずみや すず、1994年5月11日 - ）は、日本のAV女優。ファンスタープロモーション所属。

## 略歴・人物
北海道出身。2015年11月、“管理栄養士の資格を持った料理研究家”の触れ込みでteamZERO専属女優としてAVデビュー。
2016年11月よりSODクリエイト専属となった。

## 出演作品

### アダルトDVD
2015年
- 凉宮すず AVデビュー（11月13日、teamZERO）
- マジイキ! 初3P（12月13日、teamZERO）

2016年
- 4本番 見つめて求め合う濃密セックス（1月13日、teamZERO）
- 超極上! 性感×風俗フルコース4時間（2月13日、teamZERO）
- 同棲中のエロカワ彼女と毎日セックスし放題!（3月13日、teamZERO）
- 毎日のように部室で性処理奴隷として扱われる女子マネージャー（4月13日、teamZERO）
- 背中を反らせて何度も絶頂する膣中イキSEX（5月13日、teamZERO）
- 通学途中に痴漢の手によって絶頂を教え込まれた女子校生（6月13日、teamZERO）
- 何度イッても終わらない 完全ノーカット絶叫ノンストップ4本番（7月13日、teamZERO）
- 禁欲解禁! いつもより数倍感じるカラダで痙攣絶頂だだ漏れ悶絶ファック（8月13日、teamZERO）
- 自由を奪われて絶頂を擦り込まれる 拘束固定拷問SEX（9月13日、teamZERO）
- 中年オヤジを骨抜きにする援交美少女の変態セックス（10月19日、teamZERO）
- 自分とは、何ぞや。 現役単体AV女優 凉宮すず(22) AD武者修行編（11月23日、SODクリエイト）
- 「私、変わったHがしてみたいんです」 真面目で欲望に忠実な少女 凉宮すず はじめて明かす変態願望（12月8日、SODクリエイト）